# Maria Domingas Alves
Maria Domingas Fernandes Alves (Laclo, Manatuto, 28 de novembro de 1959), conhecida pela alcunha Mana (irmã) Micato :62 ou Mikato, além do codinome de resistência Beta Mau, é uma funcionária pública, activista dos direitos das mulheres e política timorense. Durante as décadas de 1970 a 1990, Beta Mau foi combatente da resistência timorense contra o colonialismo pelo FRETILIN e, de 2007 a 2012, ela ocupou o cargo de Ministra da Solidariedade Social do Governo de Timor Leste.

## Biografia
Domingas Mikato nasceu em Laclo, Manatuto. :62O seu pai foi chefe de um subdistrito no Timor Português, e depois membro do parlamento de Manatuto durante a ocupação indonésia de Timor-Leste. :62 Ela frequentou o Liceu Dr. Francisco Machado, Díli. :62 e, posteriormente, contraiu matrimônio com Jacinto Alves, com quem teve uma prole composta por quatro filhas e um filho. :62

## Participação na resistência timorense
Durante a ocupação indonésia de Timor-Leste (1975-1999), Mikato era conhecida pelo codinome Beta Mau e foi uma das principais líderes femininas do movimento de resistência, especialmente nas áreas próximas a Laclubar e Laclo. :62 Ela participou activamente na Organização Popular de Mulheres Timorenses (OPMT), a organização de mulheres da FRETILIN. :63
Em 1978, Beta Mau e Jacinto, seu marido, foram presos pelo exército indonésio nas montanhas e levados para Metinaro, onde foram submetidos ao interrogatório. Acabaram sendo libertados depois de dezasseis dias e enviados para Díli, onde Mikato trabalhou como funcionária pública na Autoridade da Indústria e Comércio da Indonésia, de 1983 a 1999. :63
Em 1997, ela foi uma das co-fundadoras da organização de direitos das mulheres chamada de "Fórum para a Comunicação das Mulheres Timorenses" (FOKUPERS), :63 e fez campanha pela independência na preparação para o referendo sobre a independência de Timor-Leste em 1999.

## Carreira política pós-independência
Em 2000, Domingas "Mikato" organizou o primeiro Congresso Nacional da Mulher para contribuir com a reafirmação da importância da pauta feminista para o país que estava surgindo. :63
Durante o governo interino sob a Administração Transitória das Nações Unidas em Timor Leste (UNTAET), Mikato tornou-se conselheira para a igualdade de género em 30 de setembro de 2001. :63 No mesmo ano, ela foi selecionada pela Rede Feto, uma rede formada por aproximadamente 15 organizações de mulheres timorenses, para se apresentar como candidata independente nas primeiras eleições parlamentares, :30,62 :81todavia, ela não foi eleita para o parlamento nacional de Timor-Leste naquele período. :62 :82
Porém, Mikato veio a se tornar conselheira do Primeiro-Ministro para assuntos de promoção da igualdade, :63 e em 2002, foi nomeada diretora do Gabinete para a Promoção da Igualdade, :63 :84,163 função pública que ocupou até junho de 2006, quando ela foi a primeira titular de um cargo público a renunciar durante a crise timorense de 2006. :63
Em 2005, Mikato foi indicada para o Prémio Nobel da Paz em reconhecimento do seu papel no movimento de independência e do seu trabalho pelos direitos das mulheres.
Entre 2005 a 2007, ela foi nomeada para ser membro conselheira do Conselho de Estado da Presidência, que assessora o Presidente de Timor-Leste.
De 8 de agosto de 2007 a 8 de agosto de 2012, Mikato foi Ministra da Solidariedade Social no IV Governo de Timor-Leste, tendo Xanana Gusmão como primeiro-ministro de Timor Lorosae. Em 2012, sob um novo governo, havia surgido a proposta para que ela fosse nomeada Ministra da Defesa e Segurança do governo timorense, porém, segundo relatos da imprensa local, o presidente na época, Taur Matan Ruak, que foi um ex-comandante militar, opôs-se sua nomeação. Assim, Mikato reagiu rejeitando retornar ao seu antigo cargo ministerial em razão do “insulto”. No dia 23 de Outubro de 2012, a crise política foi mitigada quando o Primeiro-Ministro Xanana Gusmão foi empossado como Ministro da Defesa do Timor.
Em 29 de maio de 2015, Domingas "Mikato" foi nomeada para o cargo de Comissária da Comissão da Função Pública do governo timorense.

## Prêmios
Em 28 de novembro de 2006, Mikato recebeu do governo timorense a Ordem de Nicolau Lobato pela sua participação e contribuição em favor da libertação de Timor-Leste.